# 2. Cserkész Világdzsembori
A 2. Cserkész Világdzsembori egy 1924-ben, Dániában, a Koppenhágától északra fekvő  Emerlundenben megrendezett dzsembori volt, 34 ország 4549 cserkészének részvételével.
Ez volt az első alkalom, hogy magyarok is részt tudtak venni a világtalálkozón, 102 cserkész dr. Temesy Győző vezetésével. Az Egyesült Államok és Nagy-Britannia után a magyarok bizonyultak a 3. legjobbaknak a tábori versenyeken.
Az időjárás nem kedvezett a rendezvénynek a hosszú esőzések miatt. A záróünnepségen, melyet szintén zuhogó esőben tartottak, Robert Baden-Powell így nyilatkozott: „Rengeteg cserkészt láttam már életemben, de ennyire ázottakat még soha.”